# ターボ・エレクトリック方式
ターボ・エレクトリック方式（ターボエレクトリックほうしき、ターボ電気推進とも; 英語: turbo-electric propulsion）とは、艦船（軍艦・船舶）の推進動力伝達方式の一つ。タービン発電機からの電力で電動機を駆動し、スクリュープロペラを回して船を推進する方式を指す。
また、その他の乗り物では、ガス・エレクトリック方式やディーゼル・エレクトリック方式と呼ばれる電気式動力車の原動機をガスタービンエンジンに置き換えた物がこれにあたる。

## 水上艦船
蒸気船が登場した当初、蒸気機関としてはレシプロ式のものが多く用いられていたが、まもなく、より効率が良くコンパクトな蒸気タービンが主流となった。しかし蒸気タービンは高回転域で性能が良くなるのに対し、スクリュープロペラは低回転域で効率良好になるという相反する特性があるため、蒸気タービンそのものの回転によって直接にスクリュープロペラを回すのではエネルギー効率が悪く、また後進のためプロペラを逆転させるのにもタービンの機構が複雑になってしまうという問題があった。この問題に対し、蒸気タービンとスクリュープロペラの間に歯車減速機を介させることで解決を図ったのがギアード・タービン方式であったが、20世紀初頭の時点では、大馬力に対応できて信頼性も高い歯車減速機が実用になっていないという問題があった。
一方、蒸気タービンに発電機を、そしてスクリュープロペラに電動機を接続し、電気推進を行うことでこの問題の解決を図ったのがターボ・エレクトリック方式であった。この方式ではタービンとプロペラをそれぞれ最も効率の良い回転数で駆動できることから燃料消費率がよく、またプロペラ・シャフトをタービンからプロペラまで長く通す必要がないことから艦内の区画をより細かく分けて生残性を向上させられる、加減速や後進が迅速にできるなど、様々な利点があった。その一方で重量がかさみ、コストが高く、発電機や配電装置、電気回路の被弾や衝撃に対して脆弱であるという難点もあった。
この推進方式は1907年にアメリカの雑誌で、また1910年にはイギリス造船協会年会で提唱された。この方式を最初に導入したのは1908年に竣工したシカゴ市消防局のジョゼフ・メディル級消防船2隻で、同年にドイツ帝国海軍が就役させた潜水艦救難母艦「フルカン」でもこの方式が用いられた。またゼネラル・エレクトリック社のW・L・R・エメットは主力艦への導入を目指して1910年にアメリカ海軍に接触し、1908年度計画の給炭艦「ジュピター」にターボ・エレクトリック方式の推進機関を搭載して試験を行った後、1914年度計画の戦艦「ニューメキシコ」を端緒として導入が図られた。
しかしアメリカ以外で大型艦にターボ・エレクトリック機関を採用した海軍はなく、アメリカ海軍でも、大出力ギアード・タービン機関の開発・実用化が進んでターボ・エレクトリック機関を凌ぐ性能となったため、大型艦での採用はレキシントン級航空母艦が掉尾となった。第二次世界大戦の時点では軍艦の推進機関はギアード・タービン方式が主流となっていたものの、アメリカ海軍が護衛駆逐艦を量産建造するにあたっては歯車減速機の製造能力がネックとなったことから、一部ではディーゼル・エレクトリックやターボ・エレクトリック方式の機関が搭載された。
大戦後は、長くターボ・エレクトリック機関は顧みられることはなかったが、1980年代頃より、技術的にはパワーエレクトロニクスの発達、用兵面では対潜戦のパッシブ戦化に伴う静粛性の要請を受けて水上戦闘艦でも電気推進が見直されており、その一環として、ターボ・エレクトリック方式の一種であるガスタービン電気推進も用いられるようになっている。この場合、ターボ・エレクトリック（ガスタービン電気推進）方式が単独で用いられるというよりは、COGLAGのように組み合わせ機関として用いられることが多い。
軍用以外の船舶の場合、終戦直後のイギリスにおいて、戦災による国内産業の打撃のために減速歯車の歯切り能力とディーゼルエンジンのクランク軸鍛造能力が不足し、しばらくターボ・エレクトリック機関による1軸推進の貨物船を建造していたという例はあったものの、電気推進機関が搭載されるのは特殊船がほとんどという期間が続いた。その後、イギリスのP&O社で1961年に就航した「キャンベラ」でターボ・エレクトリック機関が搭載されたほか、アラスカ州の環境規制に対応するため、「ダイヤモンド・プリンセス」など同地を航行海域に含む旅客船ではガスタービン電気推進も用いられる場合がある。

## 原子力潜水艦
第二次世界大戦後、通常動力型潜水艦では全面的にディーゼル・エレクトリック方式が用いられるようになっていった。一方、大戦後に出現した原子力潜水艦では、同時期の水上艦船と同様のギアード・タービン方式が主流ではあったが、歯車減速機からの放射雑音が大きいという問題があり、一部では原子力ターボ・エレクトリック方式が用いられた。アメリカ海軍では「タリビー」「グレナード・P・リプスコム」で同方式を採用したが、その後、他の騒音低減技術が進歩したためか、大型・大重量・高価なこの方式は採用していない。
フランス海軍は、当初からすべての原潜に原子力ターボ・エレクトリック方式を採用して、低騒音化に努めている。ただしシュフラン級原子力潜水艦では、ターボ・エレクトリック方式は低速巡航時のみとして高速時にはギアード・タービン方式を用いるという、組み合わせ機関に近い方式を採用した。また中国人民解放軍海軍も、漢型・夏型で原子力ターボ・エレクトリック方式を採用した。

## 鉄道車両への応用
日本では2004年（平成16年）に日本車輌製造が、鉄道車両の動力源としは世界初となるマイクロガスタービンを用いたハイブリッド牽引車（産業・工事用小型電気式ガスタービン機関車）を開発した。この車両のマイクロガスタービンはトヨタタービンアンドシステム（現・トヨタエナジーソリューションズ）、電気品は東洋電機製造が納入している。